# MetalForce
MetalForce — українська треш-метал-гурт з Дніпра. Стиль виконання — «мелодійний треш». Засновниками групи є Андрій Ісанаєв (гітара) та Сергій Криворучко (ударні). Хлопці познайомились у 1988 році та вирішили створити власну групу. Хлопці захоплювались творчістю Slayer, Exodus, Tankard, Anthrax, Metallica, тому напрямом творчості був обраний жорсткий треш.
Декілька років група грала у різних складах, доки у 1993 сформувався постійний склад: Андрій Ісанаєв — гітара, вокал; Сергій Криворучко — ударні; Валерій Дмитрієв — бас-гітара. Цей рік вважають роком заснування групи. Перший виступ відбувся 14 серпня 1993 року. Окрім жорсткого та енергійного саунду, група зацікавила слухачів тим, що пісні виконувались англійською мовою, та голос Андрія Ісанаєва дещо схожий на голос вокаліста «Metallica» Джеймса Хетфілда. Тому колектив іноді називають «українська Metallica». У лютому 1994 року у Києві був записаний перший альбом «Sower of pain», після якого група вирушила в турне Україною, також виступала у Словаччині. Наступний альбом «Death instinct» вийшов лише через три роки. Він записувався у такому складі: Андрій Ісанаєв — гітара, вокал; Сергій Криворучко — ударні; Валерій Дмитрієв — гітара, Андрій Макаров — бас. Презентація альбому відбулася у Дніпрі. Такий склад групи зберігся і під час запису наступного альбому «Walls of illusion» у 1999 році. Після цього група повернулась до свого оригінального складу (тріо). Успішно гастролювала у Польщі та Словаччині. Виступ групи з піснею «Chaos of aggression» навіть демонструвався на одному з польських телеканалів. У 2003 році колектив записав останній на цей час альбом «Inimical Reality».
Довгий час група не грала, але у 2008 році зібралась у оригінальному складі, до якого приєднався четвертий учасник — Костянтин Павленко (лідер-гітара). У цьому році виступали у Дніпрі та на рок-фестивалі «Про-Рок» у Конотопі зі старими піснями, також група стала постійним учасником міжнародного мото-рок-фестивалю «Goblin-Show» у Одесі. У 2009 група брала участь у рок-фестивалі «Чайка» у Києві.
Навесні 2010 пісня «Deceit» потрапила до ротації київської радіостанції Радіо Рокс. У червні 2010 року виходить новий альбом Flashback, в який увійшли пісні з раннього репертуару колективу. Згідно з офіційним сайтом нині група працює над новим матеріалом.

## Дискографія
- Sower of pain (1994)
- Death instinct (1997)
- Walls of illusion (1999)
- Inimical Reality (2003)
- Flashback (2010)